# 항공 사고

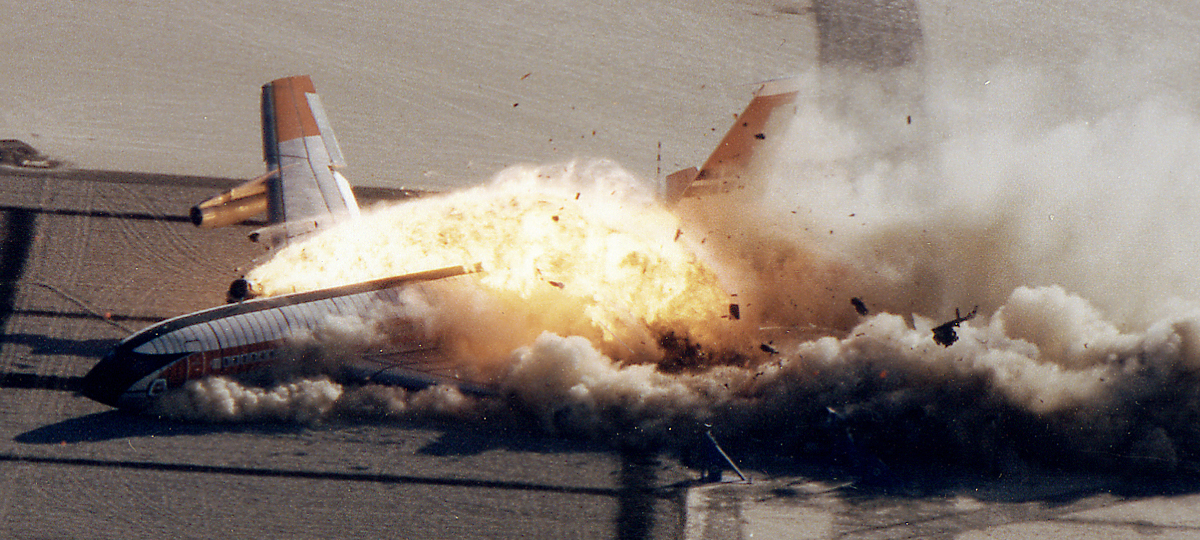
NASA에서 비행기 착륙 사고를 실험한 장면

국제민간항공기구(ICAO)는 항공 사고(航空事故, 영어: aviation accident)를 승무원이나 승객이 항공기에 탑승한 후부터 내릴 때까지의 사이에 그 항공기가 운항함으로써 일어난 사람의 사망, 부상, 항공기의 손상 등 항공기와 관련된 모든 사고를 의미하는 것으로 정의하고 있다.
사고라고는 할 수 없으나 항공기의 운항 안전에 큰 위협이 되었다거나 또는 그럴 가능성이 큰 사건들을 항공 사건(aviation incident, 준사고)이라고 한다.
ICAO에서 발표되는 사고의 통계 숫자는 정기항공 운송사업에 국한된 것이기는 하나, 1945년~1972년간 30년이 못되는 기간에 여객운송 실적(여객수*비행거리)은 약 70배로 증가한 반면 항공사고로 인한 사망률(여객 kg당 사망자수)는 1/14로 감소되고 있음을 나타내고 있다.

## 역사

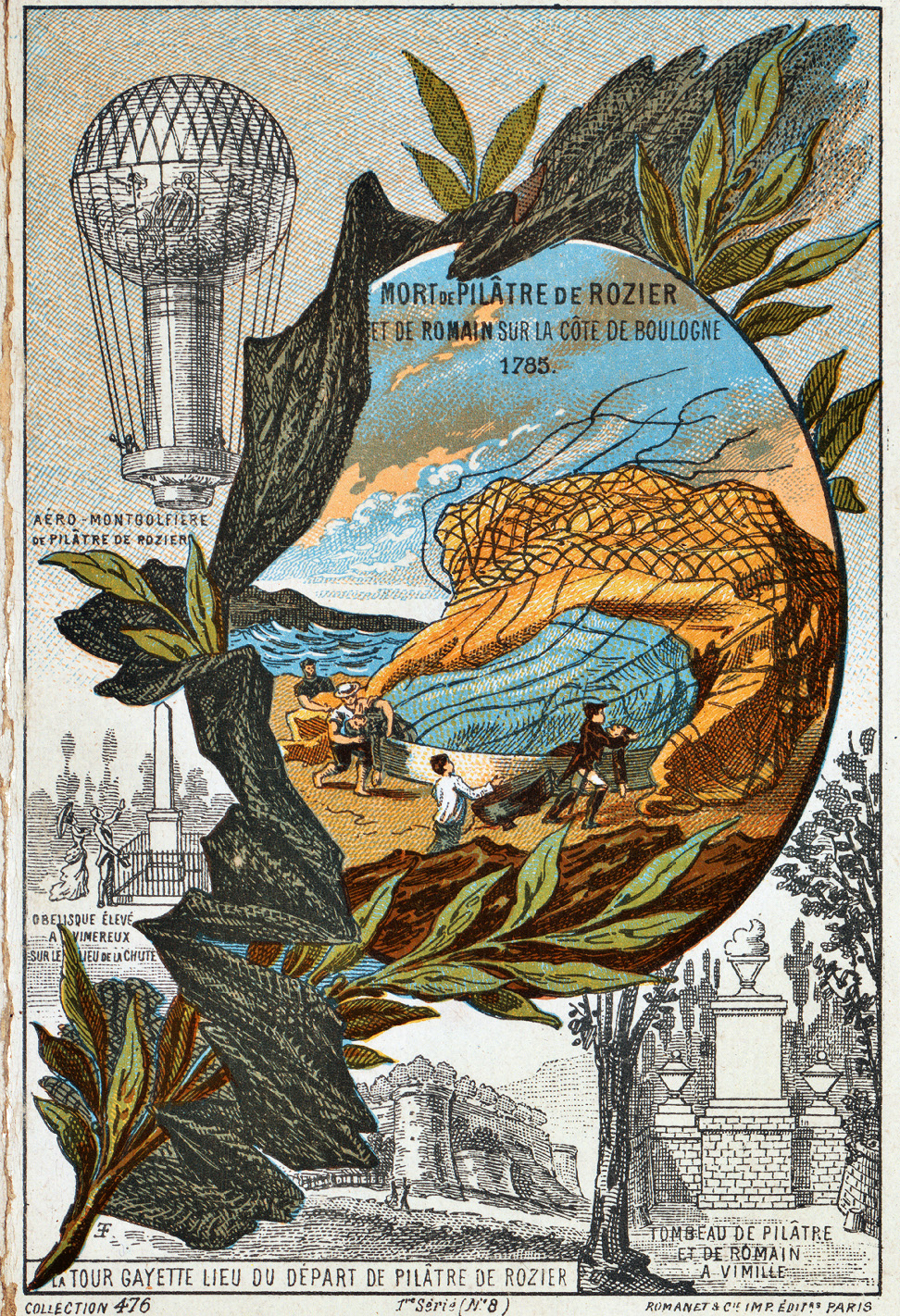
처음으로 알려진 열기구 사고(1785년 6월 15일)

항공기가 생겨나면서부터, 때론 심각한 결과를 낳는 항공 사고는 발생해 왔다.
이것은 비교적 약한 매체인 공기가 중요한 덩어리를 지탱하고 있는 지지대 역할을 하는데, 이 지지대가 무너지면 항공기는 성공적인 비행을 하기 위한 조건을 잃어버리게 된다. 때문에, 항공디자인을 할 때 실패할 확률을 최소로 할 수 있도록 고려되고, 조종사들은 안전을 최우선으로 여기도록 교육을 받는다.
이런 노력에도 불구하고, 비행기는 이동수단중에 가장 안전한 수단임에도 사고들은 계속 일어나고 있다. 항공사고는 비교적 드문 사고임에도 불구하고 종종 극적인 결과를 동반하기 때문에 항공사고가 발생하게 되면, 뉴스의 헤드라인을 장식하게 된다. 그럼에도 불구하고 오늘날에 재앙(기상이변이나 다른 사고로)으로 죽을 확률보다, 비행기 사고를 당할 확률이 뚜렷히 낮다.

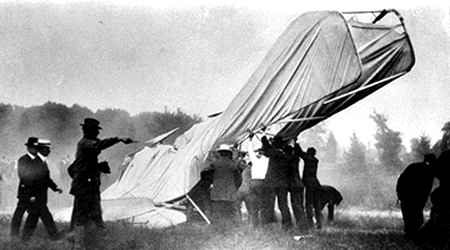
라이트형제 비행기 최초 사망사고, 동승한 토마스 셀프리지 중위가 사망하였으나, 미국 육군은 1년뒤에 이 비행기를 샀다.

오토 릴리엔탈은 1896년 8월 9일에 그의 글라이더로 활공하던 도중 갑작스러운 돌풍으로 인해 조종불능상태에 빠져, 17미터 아래로 추락하였다. 그 결과 그는 척추골절의 중상을 입고 다음날 사망하였다. 마지막 순간 그는 "Small sacrifices must be made" "작은 희생들은 반드시 치러야 한다"라는 말을 남겼다.
또한 퍼시 피쳐라는 릴리엔탈과 같은 유망한 항공기 개발자가 있었는데, 그는 1899년 9월 20일에 호크에서 비행기를 시험하는중에 사고로 사망하였다. 하지만 그의 죽음이후 많은 혁신적인 디자인과 동력 비행기에 대한 아이디어들이 남겨져 비행기 발전에 큰 영향을 주었다.
라이트 형제도 1903년 12월 그들 나름의 비행기를 만들 수 있게 되었고, 무수한 시험 비행을 하면서 실패를 겪었다. 또한 1908년 형은 비행기 1호를 가지고 프랑스에 가서 거기에서 데먼스트레이션 비행(시위 비행)을 연속적으로 실시하고 다시 이 비행기를 상품화하기 위해 회사까지도 설립했다. 한편으로 미국에 잔류하고 있던 동생도 똑같이 일반 공개를 시작했으나, 1908년 8월 17일 그가 타고 있던 비행기가 추락하고 말았으며 이 사고로 승객 1명이 사망하고 동생은 한쪽 다리와 늑골 2개가 부러지는 부상을 입었다. 그러나 곧 미국 정부는 국방부를 통해 비행기 구입을 위한 계약에 서명했다.

## 최악의 항공 사고
- 테네리페 공항 참사
- 일본항공 123편 추락 사고

## 사고 원인
항공사고의 거의 80%는 착륙과 이륙의 직전, 직후 혹은 도중에 일어난다.
1950년대부터 2006년에 이른 1,843건의 항공 사고는 다음의 원인에 인하여 일어났다.
- 53% : 조종사의 과실
- 21% : 기계적인 결함
- 11% : 악천후
- 8% : 다른 인간적인 실수(항공관제 실수, 항공기의 과적, 잘못된 정비, 연료의 오염, 의사소통의 문제 등)
- 6% : 고의적인 사고(하이재킹, 폭발물 사고, 격추 등)
- 1% : 기타 이유

트랜톨로&트랜톨로 항공사고의 흔한 이유를 다음과 같이 정리하였다.
- 1. 조종사 과실
- 2. 악천후
- 3. 엔진결함
- 4. 소홀한 정비
- 5. 비행기 계기판의 오류
- 6. 아이싱(기체 표면에 얼음이 끼는 현상)
- 7. 항공 관제탑의 항공기 유도 실수
- 8. 화물 비행기의 과적
- 9. 기내의 결함있는 장비
- 10. 연료탱크 폭발

## 주요 사고
- 대한항공 015편 착륙 사고

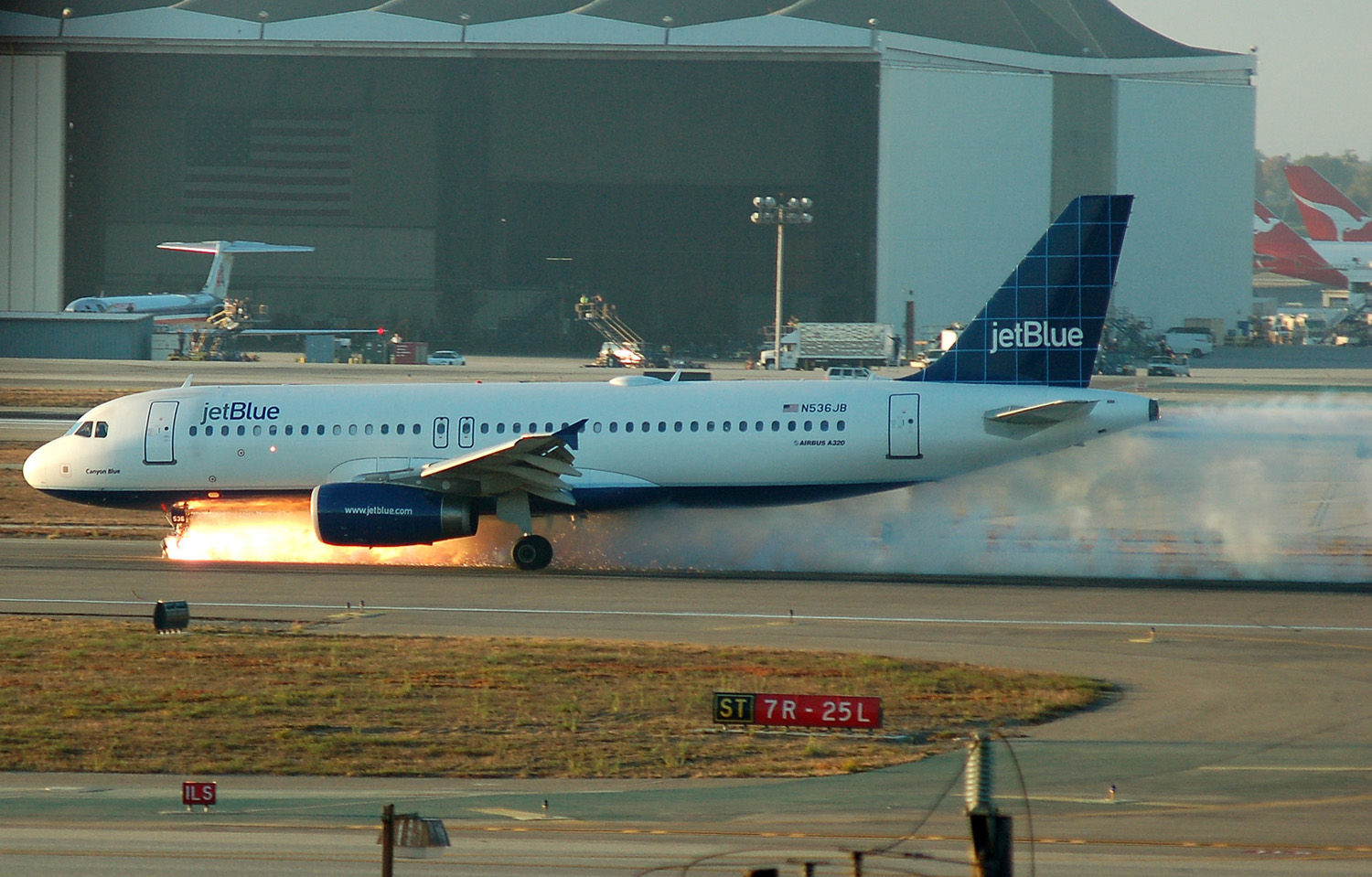
기계적 고장 때문에 전륜이 옆쪽으로 굳어져 비상 착륙을 하는 에어버스 A320(자세한 사항은 제트블루 292편를 참고)

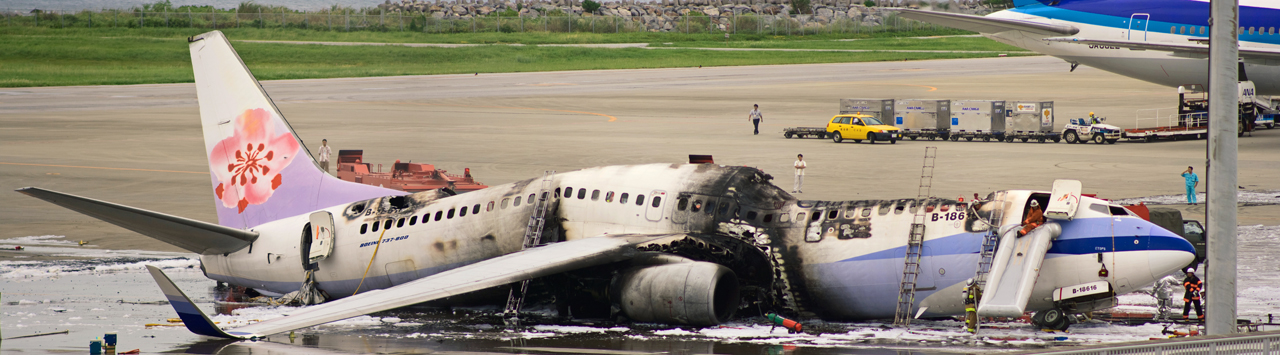
부품탈락에 의해 연료탱크가 파손해 기체 화재를 일으킨 보잉737-800(자세한 사항은 중화항공 120편 화재 사고를 참고)

1980년 김포국제공항에서 발생한 항공 사고로, 로스앤젤레스발 앵커리지 경유 서울행 항공편으로, 보잉 747-200B가 김포국제 공항으로 운행 중이었다. 이날 김포국제공항은 짙은 안개에 싸여, 시야가 800~1000m정도에 불과한 상황이었다. 이러한 상황에서 착륙진입을 시도하는중, 파일럿이 고도를 너무 빨리 내렸기 때문에 활주로의 앞의 제방에 엔진을 부딪혀 밸런스를 잃은 채 동체 착륙한 것 같은 상태로 2km나 활주로를 활주 한 후에 정지하였다. 승무원들과 승객은 긴급 탈출에 성공했으나, 기체는 완전히 소실되었다. 사고 원인은 안개에 의한 시야 불량으로 인해 진입이 언더 슛이된 파일럿 미스로 여겨지고 있다.
- 대한항공 801편 추락 사고

1997년 8월 6일 김포국제공항에서 출발하여 괌에 있는 앤토니오 B. 원 팻 국제공항에서 착륙에 실패하여 추락, 승객 231명 중 208명, 승무원 23명 중 20명이 사망하여 총 228명이 사망한 사고이다.
- 대한항공 858편 폭파 사건

이라크 바그다드에서 출발하여, 1987년 11월 29일 인도양에서 공중 폭파된 사건이다. 북한 공작원들의 소행으로 밝혀졌으며, 대한민국의 1988 올림픽에 대한 북한의 열등감과 시기질투에 의해 일어난 사건이다. 이사고로 승무원20명, 승객 95명 총115명이 전원 사망하였다.
- 아시아나항공 733편 추락 사고

OZ733, AAR733, 등록번호 HL7229 편의 아시아나 항공 733편이 1993년 7월 26일 전라남도 해남군에서 추락하여, 66명의 사망자를 낸 사고이다.
- 제주항공 502편 활주로 이탈 사고

2007년 8월 12일 부산의 김해국제공항에서 착륙후 주기장으로 이동하던 제주항공의 봄바디어 Dash8 Q400항공기가 강풍으로 인해 구활주로 G6와 G7사이의 지점에서 좌측 배수구로 항공기가 빠지는 사고가 발생하여, 승객 74명중 10여명이 부상당한 사고이다.
- 중국국제항공 129편 추락 사고

2002년 4월 15일 경상남도 김해에서 발생한 민항기 추락사고이다. 당시 김해공상에 서클링 접근으로 착륙이 허가되었으며, 서클링 접근으로 중국국제항공소속 보잉 767-200ER항공기가 김해공항 18R 활주로에 착륙을 시도하던 중 선회지점을 지나쳐 인근 돗대산에 추락하였다. 승객 167명중 128명이 사망한 참사이다. 대한민국 항공,철도사고 조사위원회의 조사결과 이 사고의 원인은 운항 승무원의 총체적인 안전사항 미비로 인한 추락사로 결론을 내렸다.
- 위버링겐 상공 공중 충돌

2002년 7월 1일에 발생한 DHL 661편 화물기와 바시키르 항공 2937편이 독일 남부 위버링겐 상공에서 충돌한 사고이다. 71명이 사망한 사고로, 조종사 실수, ATC의 미흡한 대처로 인한 사고이다.
- 에어프랑스 447편 추락 사고

2009년 7월 1일에 발생한 에어프랑스447편 여객기(기종-에어버스 A330-200)이 리우데자네이루공항에서 프랑스 샤를 드 골 국제공항으로 가던 중 조종실수로 인한 실속으로 추락한 사고이다. 탑승승객 및 승무원 228명 전원 사망하였다.
- 2001년 일본항공 스루가 만 상공 니어미스 사고

2001년 1월 31일에 발생한 관제사의 실수 및 ATC의 오작동으로 인한 니어미스사고로, 일본항공8546편 맥도넬더글러스 DC-10항공기와 보잉 B747-400D 여객기와 충돌할 뻔 한 사고로, 사망자는 없었다.
- 트랜스월드 항공 800편 추락 사고

1996년 7월 17일에 발생한 트랜스월드항공 800편(기종 보잉 747-131)이 기종의 노후화 및 합선으로 인해 폭발하여 추락한 사고이다.
- 2024년 바르자칸 헬리콥터 추락 사고

2024년 5월 19일 이란의 바르자간에서 타브리즈로 향하던 중 헬리콥터가 추락한 사고이다.

## 사고 통계
항공기 사고 기록 기구(ACRO)
제네바에 위치하고 있는 항공기 사고 기록 기구(ACRO)는 헬리콥터, 열기구, 전투기가 아닌, 6명이상의 탑승객을 운반하는 항공기의 항공사고의 통계를 제공했다. 항공기 사고 기록 기구(ACRO)에 따르면 2007년이
| 연도 | 사망자수 | 사고횟수 |
| 2008 | 876      | 147      |
| 2007 | 965      | 136      |
| 2006 | 1,293    | 164      |
| 2005 | 1,454    | 184      |
| 2004 | 766      | 165      |
| 2003 | 1,244    | 198      |
| 2002 | 1,399    | 173      |
| 2001 | 1,535    | 187      |
| 2000 | 1,567    | 179      |
| 1999 | 1,130    | 198      |
| 1972 | 3,214    | 미상     |